# Hydraena exilipes
Hydraena exilipes är en skalbaggsart som beskrevs av Perkins 1980. Hydraena exilipes ingår i släktet Hydraena och familjen vattenbrynsbaggar. Inga underarter finns listade i Catalogue of Life.